# Le Lesme
Le Lesme – gmina we Francji, w regionie Normandia, w departamencie Eure. W 2013 roku liczba ludności na terenie obecnej gminy wynosiła 654 mieszkańców.
Gmina została utworzona 1 stycznia 2016 roku z połączenia dwóch wcześniejszych gmin: Guernanville oraz Sainte-Marguerite-de-l’Autel. Siedzibą gminy została miejscowość Sainte-Marguerite-de-l’Autel.